# 鈴木黎子
鈴木黎子（日语：／ Suzuki Reiko，1944年8月15日—）為日本的資深女性配音員。出身於東京都。隸屬於ARTSVISION及附屬日本播音演技研究所東京分校的兼任講師。畢業於東京都豐島區舞台藝術學校。身高156cm。血型O型。星座獅子座。

## 人物簡介
- 與麻生美代子、京田尚子並為擅長中年女性或老奶奶角色的聲優，甚至溫柔善良、個性彪悍的角色皆可勝任。另外還曾經配音飾演過其它多部作品裡的少年角色。
- 為人熟悉的是吉卜力工作室的電影動畫《天空之城》的希達的奶奶與《龍貓》的勘太的奶奶、SHIN-EI動畫的長壽動畫《蠟筆小新》裡的隔壁的大嬸〈北島太太〉，及《JoJo的奇妙冒險 星塵鬥士》的恩亞婆婆。
- 除了動畫和外語電影影集之外，廣為人知的是曾擔任過日本食品公司Kracie Foods（日语：クラシエフーズ）的廣告「ねるねるねるね（日语：ねるねるねるね）」裡的魔女（Francis Kennedy 飾演）的配音。
- 興趣是滑雪、日本舞蹈、三弦曲（日语：長唄）。特技是合氣道，等級是五段。
- 在ARTSVISION附屬日本播音演技研究所東京分校兼任講師全力栽培後進新人，其中人氣聲優堀江由衣正是鈴木門下的學生。

## 演出作品
※斜體字表示說明飾演至今的作品系列。

### 電視動畫
1975年
- 時間飛船（母親）
- 法蘭德斯之犬（伊莎貝爾）
- わんぱく大昔クムクム（日语：わんぱく大昔クムクム）

1976年
- 無敵飛天俠（尼僧、〈童年時期〉）

1977年
- 一発貫太くん（日语：一発貫太くん）（戶馳幼吉）
- とびだせ!マシーン飛竜（日语：とびだせ!マシーン飛竜）
- 小寶歷險記（小孩）
- ヤッターマン（一太郎、柿太郎、年五郎）
- 少女夏綠蒂（日语：若草のシャルロット）（貝拉）

1978年
- 咪咪流浪記
- 銀河鐵道999（貝多芬的母親）
- 女王陛下のプティアンジェ（日语：女王陛下のプティアンジェ）（瑪莎）
- はいからさんが通る（日语：はいからさんが通る）（奶奶）
- 淘氣小仙女（大山梅、勉）
- 魯邦三世 (第2季)（ラーフラ）

1979年
- 機動戰士GUNDAM（的母親）
- ゼンダマン（日语：ゼンダマン）（傑克、少年）
- 黑豹傳奇（小雷）
- 花仙子露露（露露的外婆）
- 巨獸王（ジュデラ、元一）
- 科學小飛俠II（奶奶、利克）

1980年
- おじゃまんが山田くん（日语：おじゃまんが山田くん）
- 科學小飛俠F（鴨正一）
- 原子小金剛 (第2作)（女王、旁白）
- 小神童（少年）
- 無敵機器人 托萊達G7（とおる、的母親）
- 魯邦三世 (第2季)（〈魯邦變裝時〉）

1981年
- 愛の学校クオレ物語（日语：愛の学校クオレ物語）
- 無敵小戰士（〈木枯紋吉〉）
- 龍威（老婆婆）

1982年
- 逆転イッパツマン（日语：逆転イッパツマン）（〈後期〉）
- 電子神童（奶奶）
- The・かぼちゃワイン（日语：The・かぼちゃワイン）（中年女性B）
- 心跳今夜（母親）
- 魔法のプリンセス ミンキーモモ（日语：魔法のプリンセス ミンキーモモ）（撒拉、湯尼、湯米、莎曼莎、保羅、老婆婆、夫人A）

1983年
- イタダキマン（日语：イタダキマン）（彼德、尼A）
- 足球小將 (昭和版)（大川マサル、立花和夫）
- 怪博士與機器娃娃（鱷三郎的奶奶）
- 停止！！雲雀（老婆婆）
- 伏魔小旋風（的奶奶）
- 魔法小天使（詛咒師老婆婆、日高守〈代替〉）

1984年
- 星銃士ビスマルク（ 等）
- 宗谷物語（日语：宗谷物語）（高志的母親、校長的妻子）
- 牧場上的少女卡特莉（安妮）
- 北斗神拳（豐）

1985年
- コンポラキッド（日语：コンポラキッド）
- はーいステップジュン（日语：はーいステップジュン）（式部）

1986年
- 甜蜜公主（阿荻夫人）
- 鬼太郎 (第3作)（女傭、吹消婆婆、奪衣婆婆）
- 剛Q超児イッキマン（日语：剛Q超児イッキマン）（奶奶）
- 青春動畫全集（ヨネ）
- 生徒諸君！心に緑のネッカチーフを（奶奶）
- 七龍珠（的母親、女村長）
- 高校奇面組（日语：ハイスクール!奇面組）（善院清列的妻子）
- ロボタン

1987年
- 機甲戰記威龍（ソウル˙ジルセット）
- 橙路（春日恭介的外婆）
- 城市獵人（寡婦）
- 褞袍超人（老婆婆）
- のらくろクン（日语：のらくろクン）（阿松、豬川的母親、少年豬川）
- 聖魔大戰（お化ちゃ魔）
- 機器勇士（カーマ）
- 淑女小琳（布蘭達）

1988年
- 奇天烈大百科（瑪雅、阿爾的母親、奶奶、妻子、美代子的嬸嬸、藤江、奶奶）
- ついでにとんちんかん（日语：ついでにとんちんかん）（的母親）
- 甜蜜小天使 (第2作)（民宿的阿姨）
- 魔神英雄傳（阿里巴巴）
- 相聚一刻

1989年
- 青いブリンク（日语：青いブリンク）（奶媽）
- 魔動王グランゾート（V-メイ）
- 以柔克剛（松田的母親）
- 亂馬1/2／亂馬1/2 熱闘篇（奶奶（餃子）、撒水的婆婆、沐志的母親）

1990年
- 惡魔君（鬼婆婆）
- NG騎士檸檬汽水&40（鹿人婆婆）
- 美味大挑戰（鈴子的母親、料理老師、小林老師）
- 麵包超人
- 快樂的嚕嚕米家族（婦人）
- 魔法のエンジェルスイートミント（日语：魔法のエンジェルスイートミント）（奶奶、少年A、老奶奶A）

1991年
- 蓋特機器人號（フーラン）
- ゲンジ通信あげだま（日语：ゲンジ通信あげだま）（伊保亞茶子）
- 大耳鼠（女性）
- ハイスクールミステリー学園七不思議（新沼里子）
- 絕對無敵（日向陽太郎）
- 太陽勇者（チチク）

1992年
- 蠟筆小新（山丘上的茶房婆婆、隔壁的大嬸〈北本太太〉、大江戶樂園的婆婆、點心屋的阿姨、男孩、鬼屋的聲音）
- 超電動機械人 鐵人28號FX（老婆婆）
- 阿強加油（奶奶）
- 法蘭德斯之犬 (1992年TMS娛樂的動畫)（主婦B）
- 超時空保姆（水木絹代）
- 蜜柑繪日記（豐）
- 幽☆遊☆白書（冰女）

1993年
- 海潮之聲（老闆娘）
- 劍勇傳説YAIBA（峰沙也加的奶奶〈御隱居〉）
- GS美神（卡歐斯博士的管家）
- 哆啦A夢 (大山羨代版)（客人）
- 忍者亂太郎（老婆婆、龍王丸的妻子、花子）
- 熱血最強（朝岡忍的奶奶）

1994年
- 覇王大系リューナイト（イドロ）
- 頑童歷險記（ポリー）

1995年
- 十二生肖爆烈戰士（王妃、阿姨）

1996年
- いじわるばあさん（日语：いじわるばあさん）（富子）
- 鬼太郎 (第4作)（老奶奶、長頸妖）
- 近所物語（小梅）
- 靈異教師神眉（老婆婆）
- 忍者亂太郎（飯糰屋的老闆娘）
- 名偵探柯南（七尾米）
- 熱鬥小馬（シドリコ）

1997年
- 中華一番！（老婆婆）
- 超魔神英雄傳（玲子）
- 勇者王（初野華的奶奶）
- 烈火之炎（産婆）

1998年
- 金田一少年之事件簿（鏑木葉子）
- 時空偵探（老婆婆）
- 時空轉抄納斯卡（老婆婆、老婦人）
- TRIGUN（老奶奶）
- 熱沙的霸王犍陀羅（日语：熱沙の覇王ガンダーラ）（老婆婆、巴巴隆）
- 神化嬌嬌女重製版（老奶奶）
- 危險調查員（婦人）

1999年
- イソップワールド（日语：イソップワールド）（僕人）
- 神風怪盗貞德（青木香）
- 大嘴鳥（老婆婆）
- 週刊ストーリーランド（日语：週刊ストーリーランド）（老婆婆、阿梅）
- 神八劍傳（日语：神八剣伝）
- 名偵探柯南（武田智惠）

2000年
- 忍者亂太郎（老婆婆）
- 名偵探柯南（神山靜）

2001年
- 通靈王（歌朵芭）
- 淘氣小樂樂（山野繁）
- NOIR（老婦人）
- 魔法戰士李維（莎拉）

2002年
- 盜賊王JING（老婆婆）
- 十二國記（采王、長老）
- 神奇寶貝（誘惑的老婆婆）
- 名偵探柯南（西山攝子）

2003年
- 狼雨（女性、母狼）
- GAD GUARD（老婆婆）
- 魔法少年賈修（馬場安安）
- 獸兵衛忍風帖 龍寶玉篇（日语：獣兵衛忍風帖）（傀儡）
- 鋼之鍊金術師（老婆婆）
- 驚爆危機 校園篇（老婆婆）

2004年
- アガサ・クリスティーの名探偵ポワロとマープル（日语：アガサ・クリスティーの名探偵ポワロとマープル）（朋友）
- 抓鬼天狗幫（女将）

2005年
- 黑輪君（老婆婆）
- 甲蟲王者（莫妮卡）
- 神奇寶貝超世代（ヒサメ）
- 怪醫黑傑克（公車乘客）

2006年
- よみがえる空 -RESCUE WINGS-（日语：よみがえる空 -RESCUE WINGS-）（恒松葉子）
- 怪 ～ayakashi～ 四谷怪談（阿熊）
- 備長炭（梅婆婆）
- 犬神！（老婆婆）

2007年
- 銀魂（八郎的母親）
- 鬼太郎 (第5作)（蛇骨婆婆）
- 精靈守護者（老婆婆）
- 電腦線圈（眼鏡婆婆）

2008年
- Yes! 光之美少女5（絲比列塔）
- 海馬（老婆婆）
- SOUL EATER（莎曼莎）
- ねぎぼうずのあさたろう（仲居頭）
- 墓場鬼太郎（鬼太郎的母親）
- 最高機密（水上とし）
- 魔法使的條件 〜夏日天空〜（梅）

2009年
- Keroro軍曹（K隆人老婆婆）

2010年
- 動物偵探奇魯米（藤田小百合）
- 怪談餐館（老婆婆）
- 閃亮雙胞胎（阿松）

2011年
- GOSICK（羅克珊娜）
- 未來都市NO.6（老婆婆）
- 未來日記（梅）
- 名偵探柯南（原幸惠）

2012年
- 聖誕之吻SS+ plus（女将）
- 名偵探柯南／神偷怪盜（白馬探的奶奶）

2013年
- 絕園的暴風雨（老婆婆A）

2014年
- JoJo的奇妙冒險 星塵鬥士（恩亞婆婆[2]）
- 元氣囝仔（安婆婆）
- 修業魔女璐璐萌（獵槍婆婆）
- 蟲師 續章（御影）
- WASIMO（日语：わしも WASIMO）（旁白）

2015年
- 名偵探柯南（江本安子）
- 機動戰士GUNDAM 鐵血孤兒（櫻·普雷傑）
- 可塑性記憶（白花千津）

2016年
- ONE PIECE（老婆婆、Miss.巴金）
- 境界之輪迴 第2期（玉）
- 不愉快的妖怪庵（萬次郎之妻）
- 超自然9人組（木村靜子）

2017年
- 名侦探柯南（金满丰子）
- 妖怪公寓的優雅日常（初）
- Princess Principal（黑女）
- 咕嚕咕嚕魔法陣（魔法老婆婆）

2018年
- citrus ～柑橘味香氣～（富士峰子）
- 三顆星彩色冒險（老婆婆）
- 鬼燈的冷徹 第貳期 其之貳（白藏主）
- 宇宙戰艦提拉米蘇II（老婆婆）

2019年
- RobiHachi（老婆婆）
- 八月的棒球甜心（日向幸子）

2020年
- 戀愛小行星（森野夏江）

2021年
- 通靈王2021年版（歌朵芭）

2023年
- 大雪海的卡納（大婆婆）

2024年
- 杖與劍的魔劍譚（コルドロン[3]）

### 網路動畫
- 亡念之扎姆德（タマヨビの母）

### OVA
- 銀河英雄傳說（梅耶夫人）
- 魔動王グランゾート 最後のマジカル大戦（幻母/梅婆/姑婆）
- 名偵探柯南 柯南對基德對鐵劍 寶刀爭奪大決戰（沙也加的奶奶（老奶奶））

### 劇場版動畫
- 《蠟筆小新》系列（隔壁的阿姨）
- （鬼女）
- 天空之城（希達的奶奶）
- 龍貓（本家的老奶奶）
- 七龙珠 神龍傳說（パンジの母）
- 辛普森家庭電影版（パティ・ブービエ）
- 赤腳的阿元2（沒有役名）
- 劇場版 七大罪 天空的囚人（巴涅斯）

### 遊戲
- 閃亂神樂 夏日對決 -少女們的選擇-（小百合）

### 外語配音

#### 外語動畫
- 荷頓奇遇記
- 麻辣女孩（怪博士杜肯的母親〈John DiMaggio 配音〉）
- 辛普森一家（Patty Bouvier、Agnes Skinner 等）
- 辛普森家庭大電影（Patty Bouvier、Agnes Skinner）※原創版
- 新蜘蛛俠（Aunt May〈June Foray 配音〉）※東和影像版
- 菲力貓（老婆婆、小鳥、小孩子）

### 特攝
2004年
- 特搜戰隊刑事連者（シンノー星人ハクタクの声）

### CM
- （魔女）

### CD
- （李志恩）
- 魔法使的條件（菊池ユキ）

### 舞台
- ONEOR8《裸足》（2001年初次公演，2004年再次公演）

## 腳註
1. ↑  《聲優事典》，第438頁，Kinema旬報社，第2版，1996年 ISBN 4873761603
2. ↑  . 電視動畫《JoJo的奇妙冒險 星塵鬥士》公式官網.   [2015-11-04]. （原始内容存档于2015-11-12） （日语）.
3. ↑  . Comic Natalie. 2024-06-07  [2024-06-07]. （原始内容存档于2024-06-07） （日语）.

## 外部連結
- パーソナル・データ （日語）